# Aubert d'Avranches
Pour les articles homonymes, voir Aubert et Saint-Aubert.
Saint Aubert (né vers 660, mort en 725), est un évêque d’Avranches (Manche) qui fonde le Mont Saint-Michel au VIIIe siècle. Il est fêté le 10 septembre.

## Biographie traditionnelle

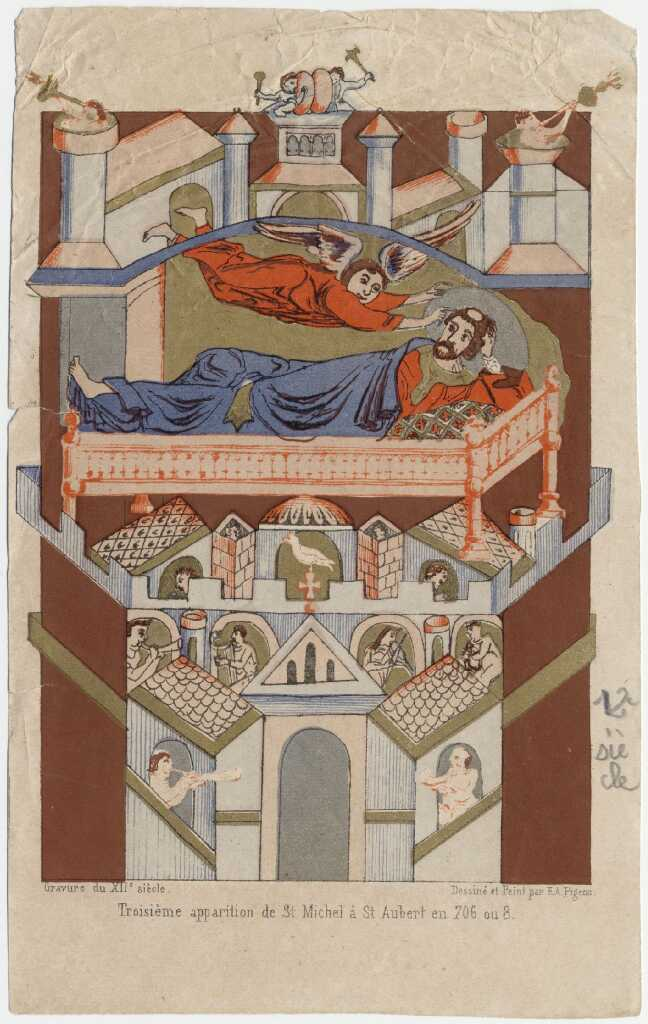
Troisième apparition de saint Michel à saint Aubert en 706.

Saint Aubert naît aux environs d'Avranches (soit à Genêts, soit à Huisnes-sur-Mer) vers 670 dans la famille des seigneurs de Genêts, au temps du roi Childebert IV. À la mort des siens, il distribue son héritage aux pauvres et se fait prêtre. Prélat charitable et sage, il est élu évêque d'Avranches en 704 à la mort de son prédécesseur.

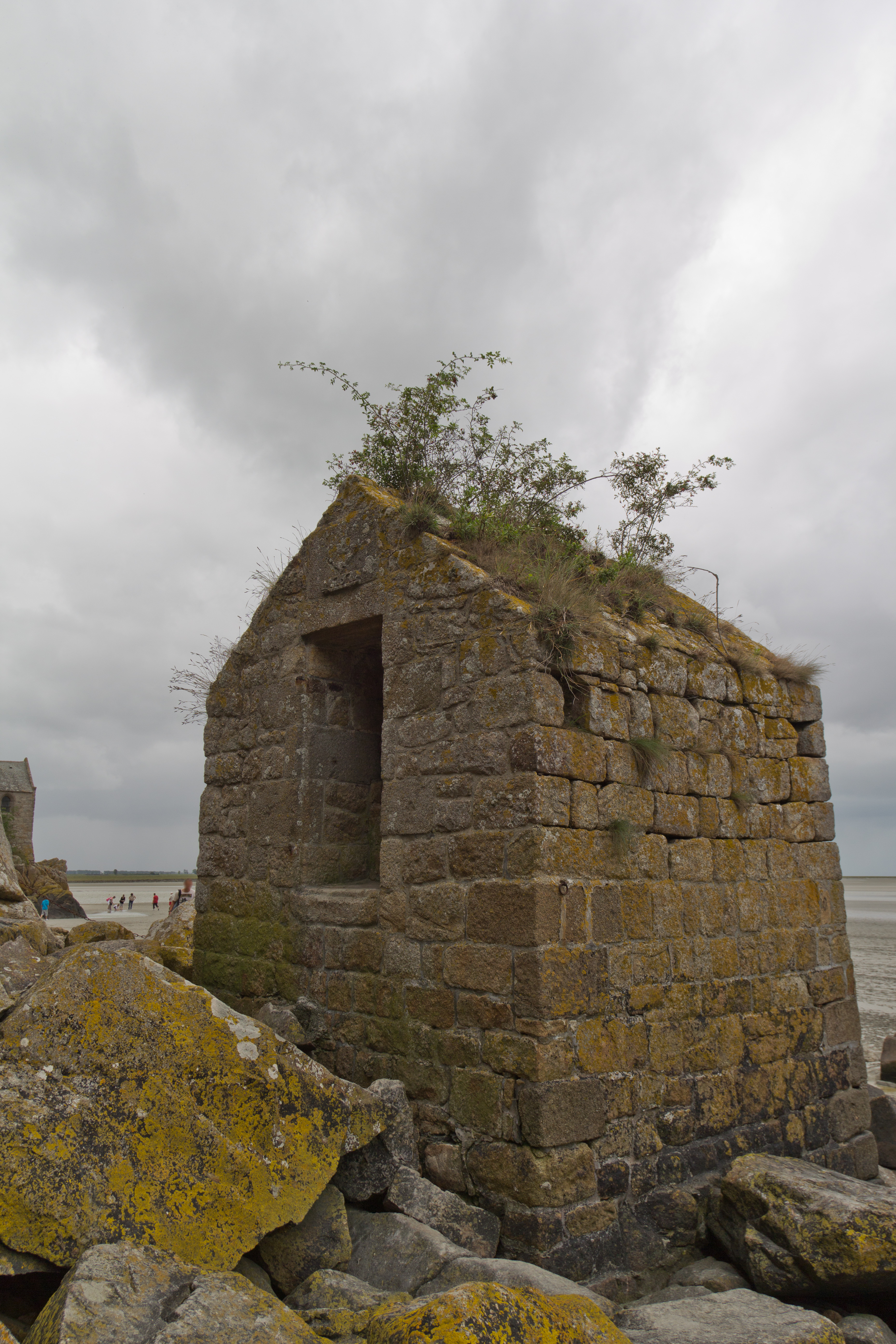
Fontaine Saint-Aubert.

Le récit miraculeux qui raconte la légende de Saint Aubert et du dragon est issu d'un texte en latin de la Revelatio ecclesiae sancti Michaelis in monte Tumba rédigé par un chanoine du Mont-Saint-Michel ou de la cathédrale d’Avranches au début du IXe siècle. Ce texte de circonstance s'inscrit dans le contexte de lutte de pouvoir entre la Bretagne et le comté de Normandie avec le royaume franc ainsi que des réformes canoniques entreprises par les empereurs carolingiens. Selon ce récit, l'évêque délivra ses fidèles d'un dragon harcelant leurs troupeaux : par le signe de la croix et en jetant son étole sur l'animal, il lui commanda de rejoindre la mer et de ne plus réapparaître.
La même hagiographie rapporte qu'après avoir été le témoin d'un combat entre l'archange saint Michel et un dragon débuté sur le mont-Dol et achevé sur le mont Tombe, il a reçu de l’archange Michel l’ordre d’entreprendre la construction à l'endroit où il a vaincu le Malin, le mont Tombe, à l'instar du sanctuaire de Monte Gargano en Italie où l’archange était déjà honoré depuis le Ve siècle : en 708, saint Aubert eut une vision dans laquelle l’archange Michel lui ordonnait d’édifier une église sur l’île de marée rocheuse à l’embouchure du Couesnon. Ce rocher escarpé s'élevait, aride et solitaire, dans une baie formée par la réunion des côtes de la Normandie et de la Bretagne. Une nuit, Aubert a reçu trois fois, au cours de son sommeil, l'ordre de l'Archange Saint Michel de faire ériger sur le Mont Tombe une église en son honneur, mont où il se retirait pour s'y livrer à la prière et à la méditation. Vu l'état de cette pointe rocheuse, à peine rattachée au continent, couverte de broussailles et de ronces et seulement habitée, outre les bêtes sauvages, par quelques ermites, il jugea cela impossible et pensa d'abord à un artifice du Malin. Ce n'est qu'à la troisième injonction qu'il obéit après que l'Archange, afin de mettre fin à ses hésitations, appuya fortement le doigt sur son front et y laissant une mystérieuse empreinte. Aubert se réveilla avec ce creux sur le front et comprit la véracité de l'ordre archangélique.
Des événements providentiels le guidèrent alors dans sa tâche : un rond de rosée, un matin de septembre, lui indiqua la forme ronde de l'oratoire, un taureau étrangement attaché  juste là en montra l'emplacement. Une source d'eau douce fut découverte à proximité (l'emplacement correspond aujourd'hui à la fontaine Saint-Aubert). Un puits fut creusé, et la place nivelée. Une pierre cultuelle païenne (ancien menhir ?) qui était à cet emplacement ne fut renversée par un fermier des environs, nommé Bain, et ses douze fils, que par l'intervention de son dernier né, tenu dans les bras d'Aubert qui appuya l'enfant contre cette pierre. Après un nouveau songe, Aubert envoya deux moines s'informer au sanctuaire du Mont Gargano en Italie, dédié à saint Michel. Puis, le 16 octobre 709, l'évêque fit la dédicace de l'église et y installa un chapitre de douze chanoines. Le Mont Saint-Michel quitta son appellation de « Mont Tombe » pour prendre celui de Mont-Saint-Michel-au-péril-de-la-Mer : l'abbaye du Mont-Saint-Michel était née.
À la mort de saint Aubert, son corps fut probablement placé dans un sarcophage de pierre, comme le voulait la coutume mérovingienne et, selon ses vœux, placé dans le chœur du Mont-Saint-Michel, la tête vers l’autel, les chanoines gardant son crâne et son bras droit comme reliques. Selon l’Introductio monachorum, le chanoine Bernier aurait caché les ossements d’Aubert dans les combles de sa demeure, près de l'oratoire primitif, lors du remplacement des clercs par les bénédictins en 966, peut-être pour protéger ces reliques des attaques des Vikings. Un second récit d'Invention de reliques ('Invention' signifiant 'Découverte'), De translatione et miraculis beati Autberti, explique que son corps aurait été retrouvé miraculeusement, entre 1009 et 1023, par l’abbé Hildebert Ier : ses moines auraient trouvé un squelette avec un crâne troué dans une cabane d'ermite. Ce squelette fut placé sur un autel dédié à la Sainte-Trinité, dans la nef occidentale de l'église Notre-Dame-sous-Terre, ou bien dans l’abbatiale des bénédictins. Dès lors, les bénédictins vénérèrent ces reliques, dont un crâne perforé au niveau pariétal, identifié, selon la tradition populaire, comme la marque de la pression de saint Michel sur la tête d'Aubert par une réinterprétation du texte de la Revelatio. Le crâne fut sauvé des affres révolutionnaires en 1792 par un médecin, Louis-Julien Guérin qui prit prétexte de sa qualité de médecin pour récupérer à des fins d'étude la relique du crâne. La paix revenue, il la restitua au clergé avranchais. Le reliquaire de son bras avait par contre disparu. En 1856, son crâne fut transféré à la basilique Saint-Gervais-et-Saint-Protais d'Avranches, où il est conservé depuis dans son trésor.

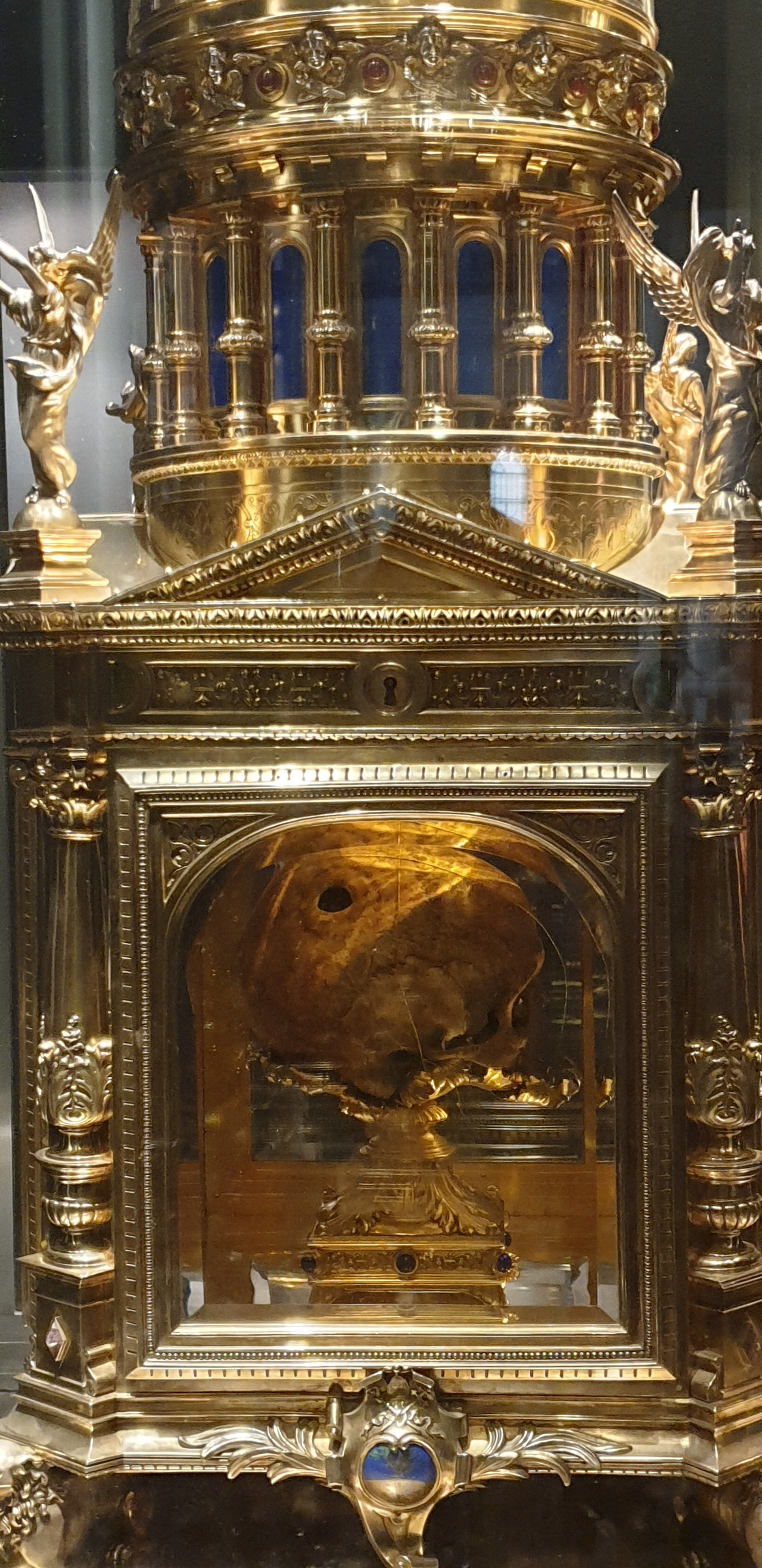
Reliquaire du chef (crâne) de Saint Aubert à la basilique Saint-Gervais d'Avranches.

## Chef de saint Aubert
Le crâne de l'évêque, appelé « chef de saint Aubert », est d'une couleur ambrée, bien conservé et robuste. Il porterait le stigmate du doigt de l’archange. Ce trou mythique apparaît sur l'os pariétal droit du crâne. La perforation a un contour presque parfaitement circulaire (le diamètre varie de 17 à 21 mm) avec une boursouflure régulière. Quelques os manquent au niveau du plafond postérieur des orbites, des fosses nasales et de la majeure partie de la voûte du palais. Des prélèvements semblent avoir été effectués sur l'apophyse mastoïde gauche.
Plusieurs explications rationnelles ont été données pour expliquer ce trou miraculeux : trépanation traumatique ou chirurgicale d'un homme du néolithique ; enclouement (rite magique de l'enclouement des cadavres mérovingiens pour les empêcher de revenir). Des analyses paléopathologiques effectuées dans les années 2000 penchent plutôt pour un kyste épidermoïde, d'un homme âgé de 60 ans ou plus, ayant vécu dans les temps historiques. Ces analyses confirment le rapport de l'anthropologue R. Hartweg, effectué en 1985, selon lequel le trou ne peut avoir été fait après la mort de la personne, ni être la conséquence d'un traumatisme ou d'une lésion pathologique. L'état de conservation du crâne laisse supposer que le corps n'a pas été inhumé en pleine terre mais dans un sarcophage ou un cercueil.
Une datation au carbone 14 du crâne a été réalisée par l'université de Lyon et le Centre de recherche sur les isotopes de Groningen (Pays-Bas) en juillet 2019. Le crâne est ainsi daté entre 662 et 770, ce qui est en accord avec la date légendaire de fondation originelle de l'abbaye du Mont Saint-Michel mais ne suffit pas pour affirmer que ce crâne est bien celui d'Aubert.